# Pelashyria grisescens
Pelashyria grisescens är en tvåvingeart som beskrevs av Villeneuve 1935. Pelashyria grisescens ingår i släktet Pelashyria och familjen parasitflugor.
Artens utbredningsområde är Kongo. Inga underarter finns listade i Catalogue of Life.